# Diocesi di Sioux Falls
La diocesi di Sioux Falls (in latino Dioecesis Siouxormensis) è una sede della Chiesa cattolica negli Stati Uniti d'America suffraganea dell'arcidiocesi di Saint Paul e Minneapolis. Nel 2023 contava 108.000 battezzati su 646.438 abitanti. È retta dal vescovo Donald Edward DeGrood.

## Territorio
La diocesi comprende tutte le contee del Dakota del Sud ad est del fiume Missouri.
Sede vescovile è la città di Sioux Falls, dove si trova la cattedrale di San Giuseppe.
Il territorio si estende su 90.866 km² ed è suddiviso in 119 parrocchie, raggruppate in 7 decanati: Aberdeen/Mobridge, Brookings/Madison, Mitchell, Pierre/Huron, Sioux Falls, Watertown, Yankton.

## Storia
Il vicariato apostolico del Dakota fu eretto il 12 agosto 1879, ricavandone il territorio dalla diocesi di Saint Paul (oggi arcidiocesi di Saint Paul e Minneapolis). In origine il vicariato comprendeva l'intero territorio del Dakota.
Nel 1889 il territorio del Dakota venne ammesso fra gli Stati federati, suddiviso in Nord e Sud Dakota. Lo stesso anno, il 12 novembre, la Santa Sede decise la divisione del vicariato apostolico in due diocesi, con la bolla Quae catholico nomini di papa Leone XIII. L'antico vicariato fu eretto in diocesi con il nome attuale, e contestualmente cedette la parte comprensiva del Dakota del Nord per formare la nuova diocesi di Jamestown.
Il 4 agosto 1902 ha ceduto una porzione del suo territorio a vantaggio dell'erezione della diocesi di Lead (oggi diocesi di Rapid City).

## Cronotassi dei vescovi
Si omettono i periodi di sede vacante non superiori ai 2 anni o non storicamente accertati.
- Martin Marty, O.S.B. † (11 agosto 1879 - 21 gennaio 1895 nominato vescovo di Saint Cloud)
- Thomas O'Gorman † (24 gennaio 1896 - 18 settembre 1921 deceduto)
- Bernard Joseph Mahoney † (24 maggio 1922 - 20 marzo 1939 deceduto)
- William Otterwell Brady † (10 giugno 1939 - 16 giugno 1956 nominato arcivescovo coadiutore di Saint Paul[2])
- Lambert Anthony Hoch † (27 novembre 1956 - 13 giugno 1978 ritirato)
- Paul Vincent Dudley † (6 novembre 1978 - 21 marzo 1995 ritirato)
- Robert James Carlson (21 marzo 1995 succeduto - 29 dicembre 2004 nominato vescovo di Saginaw)
- Paul Joseph Swain † (31 agosto 2006 - 12 dicembre 2019 ritirato)
- Donald Edward DeGrood, dal 12 dicembre 2019
  - Donald Joseph Kettler,[1] dal 1º maggio 2025 (amministratore temporaneo[3])

## Statistiche
La diocesi nel 2023 su una popolazione di 646.438 persone contava 108.000 battezzati, corrispondenti al 16,7% del totale.
| anno | popolazione | popolazione | popolazione | presbiteri | presbiteri | presbiteri | presbiteri                | diaconi | religiosi | religiosi | parrocchie |
| anno | battezzati  | totale      | %           | numero     | secolari   | regolari   | battezzati per presbitero | diaconi | uomini    | donne     | parrocchie |
| ---- | ----------- | ----------- | ----------- | ---------- | ---------- | ---------- | ------------------------- | ------- | --------- | --------- | ---------- |
| 1950 | 74.294      | 491.852     | 15,1        | 168        | 128        | 40         | 442                       |         | 4         | 621       | 114        |
| 1966 | 95.000      | 465.200     | 20,4        | 201        | 134        | 67         | 472                       |         | 28        | 879       | 123        |
| 1968 | 100.350     | 475.000     | 21,1        | 199        | 126        | 73         | 504                       |         | 108       | 595       | 113        |
| 1976 | 99.372      | 482.000     | 20,6        | 181        | 117        | 64         | 549                       |         | 91        | 552       | 133        |
| 1980 | 100.245     | 484.000     | 20,7        | 186        | 129        | 57         | 538                       | 2       | 83        | 487       | 174        |
| 1990 | 113.420     | 507.000     | 22,4        | 171        | 123        | 48         | 663                       | 14      | 66        | 405       | 160        |
| 1999 | 122.950     | 503.000     | 24,4        | 160        | 120        | 40         | 768                       | 22      | 12        | 430       | 156        |
| 2000 | 125.079     | 503.000     | 24,9        | 154        | 114        | 40         | 812                       | 22      | 50        | 380       | 151        |
| 2001 | 125.120     | 503.000     | 24,9        | 151        | 113        | 38         | 828                       | 24      | 50        | 405       | 151        |
| 2002 | 125.210     | 539.320     | 23,2        | 151        | 115        | 36         | 829                       | 26      | 47        | 392       | 151        |
| 2003 | 125.282     | 524.153     | 23,9        | 144        | 110        | 34         | 870                       | 27      | 45        | 392       | 152        |
| 2004 | 125.332     | 524.153     | 23,9        | 149        | 111        | 38         | 841                       | 30      | 51        | 363       | 151        |
| 2010 | 135.600     | 550.000     | 24,7        | 144        | 115        | 29         | 941                       | 36      | 37        | 299       | 150        |
| 2014 | 140.000     | 567.000     | 24,7        | 138        | 122        | 16         | 1.014                     | 38      | 16        | 259       | 133        |
| 2017 | 114.985     | 592.076     | 19,4        | 119        | 106        | 13         | 966                       | 39      | 14        | 234       | 119        |
| 2020 | 111.000     | 574.140     | 19,3        | 122        | 113        | 9          | 909                       | 38      | 10        | 206       | 116        |
| 2022 | 105.170     | 630.390     | 16,7        | 109        | 109        |            | 964                       | 48      | 1         | 209       | 119        |
| 2023 | 108.000     | 646.438     | 16,7        | 110        | 110        |            | 981                       | 52      | 1         | 209       | 119        |